# 香椎号训练巡洋舰
香椎号训练巡洋舰（日语：／ Kashii ?），是香取级训练巡洋舰3号舰，在第二次世界大战期间于大日本帝国海军服役。该舰得名自福冈县的香椎宫。

## 服役史

### 太平洋战争爆发前
1941年7月15日，香椎号于三菱重工横滨造船厂竣工。随后被分配至佐世保。
在太平洋局势日益紧张的情况下，1941年7月31日，香椎号被分配至小泽治三郎中将的南遣舰队。1941年10月18日，香椎号成为了指挥部设于西贡的南谴舰队的旗舰。1个月后，香椎号前往海南岛，小泽中将将旗舰换为鸟海号重巡洋舰。
1941年12月5日，香椎号离开頭頓市，护送7艘运载着大日本帝国陆军第143步兵连队士兵的运输船前往克拉地峡和英屬馬來亞，珍珠港事件发生时，她还在执行这项任务。

### 太平洋战争初期
在部队登陆后，香椎号于1941年12月13日返回金兰湾军事基地和第二马来亚运输舰队的39艘运输船会和。随后，香取号护送运输船前往泰国及马来半岛东海岸的多个地点。1941年12月26日-28日，香椎号为第三马来亚运输队护航。1942年1月3日，香椎号在海南岛附近救起了已经起火爆炸的MEIKO MARU号运兵船的乘员。
当年1月到3月间，香椎号一直在从新加坡到曼谷及荷属东印度群岛东部的海域巡逻。1942年2月11日，香椎号的护送11艘运兵船从邦加島开往巨港。1942年3月12日，这些运兵船上的部队参与了“T作战”（即入侵苏门答腊北部的作战）。
1942年3月19日，香椎号成为第二护卫舰队的旗舰。4月初，她的舰队曾为运输第56师团前往缅甸参战的的32艘运兵船及运输第18师团的46艘运兵船护航。
1942年4月11日，小泽中将又将他手下舰队的旗舰换成香椎号，当时后者正停泊在新加坡。1942年7月14日，大川内传七接任南遣舰队司令。香椎号继续在缅甸附近海域执行巡逻任务直到9月份。
1942年9月21日，香椎号离开西贡以执行向所罗门群岛紧急运输增援部队的任务。在行动中，香椎号给自己加了一个假烟筒，从而把自己伪装成了一艘美军重巡洋舰。1942年10月8日，香椎号成功地将部队送到了拉包尔。随后，她顺利地返回拉包尔并继续执行日常巡逻任务，知道1943年1月中旬。
1943年1月，香椎号在新加坡接受改装，改装后，香椎号的前桅楼上多了一个潜艇定位站。1943年2月-4月，香椎号继续巡逻。
1943年7月24日-8月22日，香椎号两次向布萊爾港和卡爾尼科巴島运输兵员和补给。1943年8月29日，当向沙璜航行的香椎号开到北苏门答腊韦岛附近时，皇家海军三叉戟号潜艇向她发动了攻击。潜艇向巡洋舰发射了船首全部8条鱼雷，不过都没有打中。在1943年9月21日到11月27日间，香椎号五次执行运输任务，途中没有遭遇意外。
1943年12月31日，香椎号被重新分配至吴港训练舰队、1944年2月，已被改装为训练舰的香椎号抵达江田岛市，开始在海軍兵學校服役。然而，她并没有当多长时间的训练舰。
1944年3月25日，香椎号被置于海上护卫总司令部直属之下，并在吴海军工厂接受了加强反潜能力的改装。改装后，香椎号的鱼雷发射管被移除，日本海军增设了2门双联八九式127公厘高射炮，4门3联九六式25毫米高射機炮，一座21式对空搜索雷达，水下听音器和声呐。鹿岛号的舰尾部分被改改为最多能容纳100发深水炸弹的弹仓，后甲板上添加了8座深水炸弹投放机，2座投放轨。另外，鹿岛号上还多了8门单联96式25毫米高射机炮以及一座13式对空雷达。1944年4月29日，改装工作全部完成。

### 太平洋战争中后期
1944年5月3日，香椎号成为松山光治少将麾下的第一海上护卫队旗舰。1944年5月29日，该舰队离开門司为一支开往新加坡的船团护航。1944年6月2日，美国海军犁头鳐号潜艇在台湾东面发现了这只舰队，并用两枚鱼雷击沉了一艘舰船。不过香椎号没有受损。1944年6月12日，香椎号随舰队抵达新加坡。
1944年6月28日，香椎号在吴市了进一步改装。日本海军在香椎号上增设了10座单联装九六式25毫米高射机炮以及一座新型的22式对海雷达。
1944年7月13日，香椎号为运载飞机前往菲律宾吕宋的HI-69船团护航。这支舰队安全抵达马尼拉，在卸载飞机后，它于1944年8月15日返回门司港，途中没有遇到意外。
1944年8月25日，香椎号再度执行护航运输任务，目的地菲律宾。在回程中，香椎号任第5护卫船团旗舰，负责为HI-74船团护航。1944年9月16日，这支舰队遭到美国海军皇后石首鱼号潜艇和魮鱼号潜艇的袭击。两艘加油舰和云鹰号航空母舰沉没。日军损失900多名船员和48架飞机。761名生还者被救起。1944年9月23日，舰队抵达门司港。
于1944年10月26日出发的下一支船团（HI-79）的旅程则是一路顺风。1944年11月9日，船团抵达新加坡。随后，涩谷紫郎少将成为新建的第101战队总司令。1944年11月17日-1944年12月4日，这支船团从新加坡返回佐世保，途中没有遭遇意外。
1944年12月10日，被划归第一护卫舰队的香椎号护送一队运载陆军士兵的船团前往高雄。到了高雄之后，香椎号又被派去为另一支前往新加坡的商船队护航。1944年12月25日，这支前往新加坡的舰队在海南岛附近遭到美国陆军航空军的B-25轰炸机袭击并轻度受损。
1944年12月30日，HI-86船团的10艘商船（8艘油轮，6艘货轮）以及第101战队的5艘巡防舰踏上了回国之旅。1945年1月12日，在离开越南归仁市后不久，自美国海军第38特遣舰队的航空母舰起飞的轰炸机就对HI-86船团发动攻击。大部分商船都被击沉了。香椎号的右舷中部被一架TBF復仇者式轟炸機发射的鱼雷击中，接着，一架SB2C俯冲轰炸机投掷两枚炸弹击中香椎号后部，引爆了深水炸弹库。香椎号最终沉没，坐标为（13°50′N 109°20′E / 13.833°N 109.333°E。在香椎号的船员中，621人阵亡，只有19人获救。
1945年3月20日，香椎号被日本海军除籍。